# Pilea chotardiana
Pilea chotardiana är en nässelväxtart som beskrevs av Ignatz Urban och Ekman. Pilea chotardiana ingår i släktet pileor, och familjen nässelväxter. Inga underarter finns listade i Catalogue of Life.